# Cidade Nova de Edimburgo
A Cidade Nova de Edimburgo é uma área central de Edimburgo, capital da Escócia. Sendo considerada uma obra-prima de Planejamento urbano e também um Património Mundial da UNESCO juntamente com a Cidade Velha de Edimburgo. Embora referida como "Cidade Nova" foi construída entre 1765 e 1850 e conserva prédios remanescentes do período neoclássico. Seu principal logradouro é a Princes Street, paralela a Milha Real na cidade velha.  

## Área

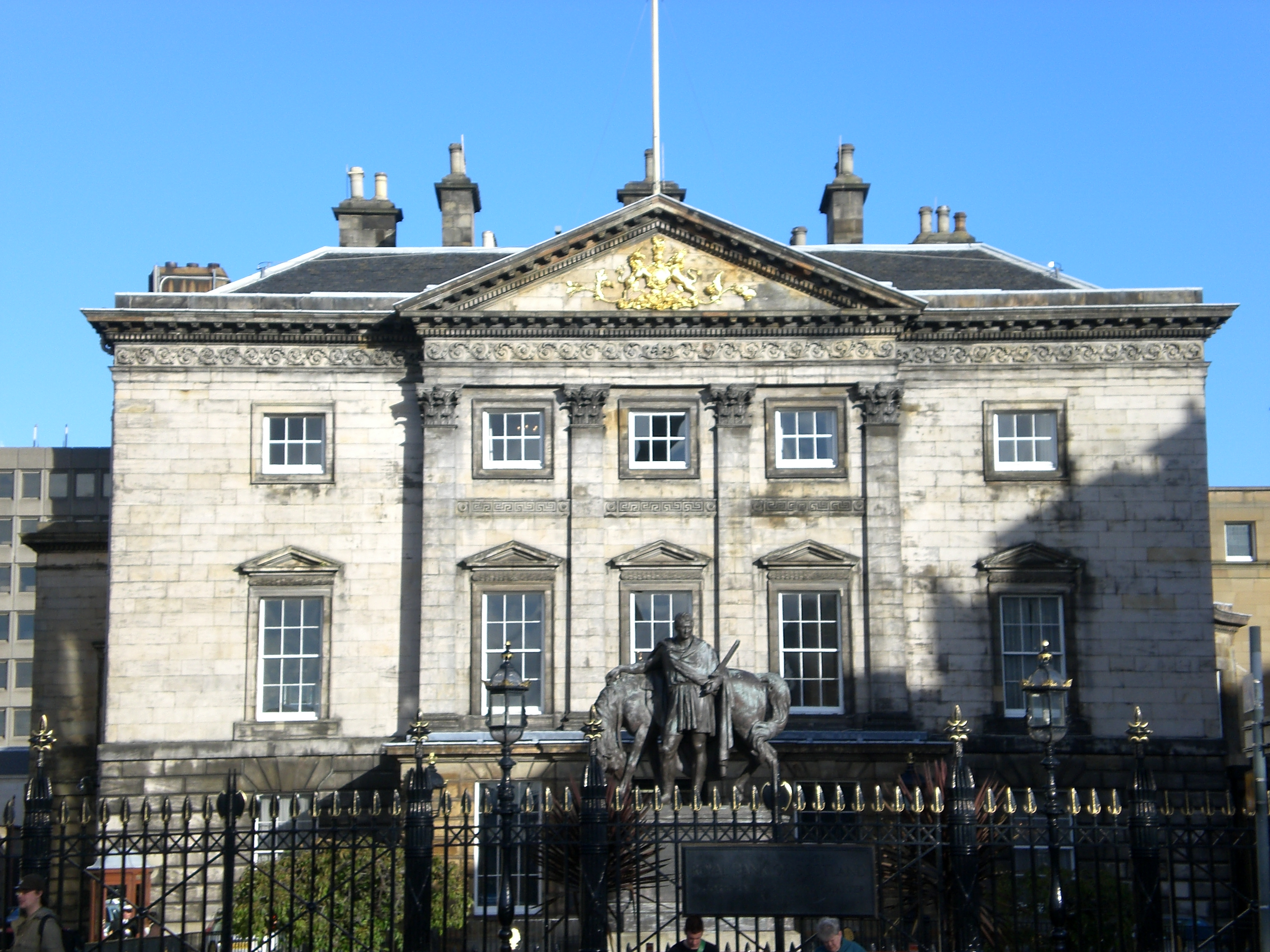
Sede do Royal Bank of Scotland.

Os planos originais para a construção da Nova Cidade remontam do reinado do Rei Jaime II no início do Século XVII. O motivo principal foi a superlotação da cidade velha, já abarrotada de cortiços e comércios vindos da Grande Londres.
O Iluminismo já tinha ganho seguidores em Edimburgo e isso não agradava os comerciantes e nobres escoceses que viviam naquela região. O Lord George Drummond conseguiu uma solução parcial: estender o comércio até o norte da área urbana, mas o projeto não foi bem sucedido e tiveram que criar projetos de drenagem da água dos vales ao norte de Edimburgo concluídos em 1817. Com o passar dos séculos a Cidade Nova se desenvolveu de forma impressionante e se tornou o centro comercial de Edimburgo atraindo a população nobre para a prática do grande comércio, enquanto a população de baixa renda se manteve na Cidade Velha.  

## A primeira Cidade Nova
Um concurso foi realizado em Janeiro de 1766 com o objetivo de encontrar uma proposta adequada para a Nova Cidade. O concurso foi vencido pelo jovem arquiteto James Craig de apenas 26 anos, que propôs um simples logradouro ligando dois parques distintos. O projecto de James Craig era constituído de uma bandeira da Escócia planejada no centro da cidade. 

## Ruas

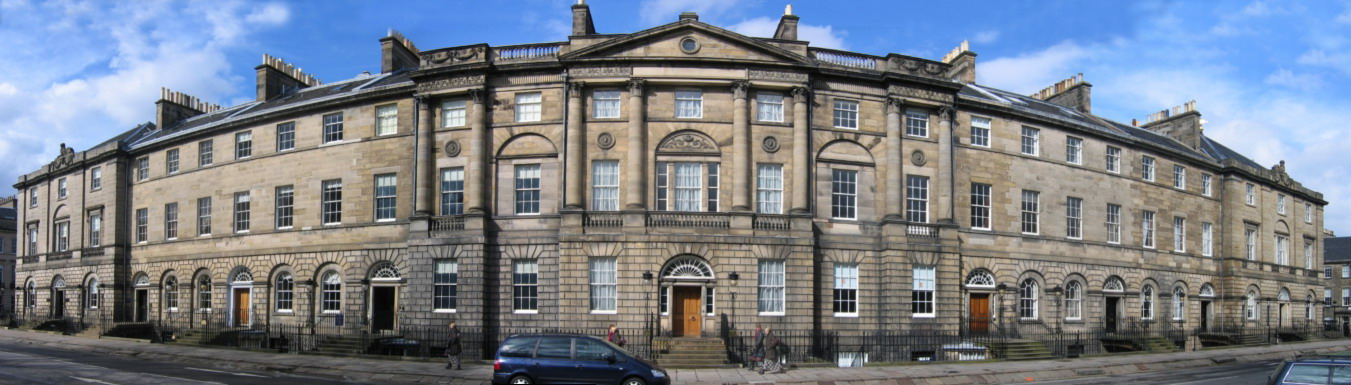
Bute House.

A principal rua foi nomeada George Street em homenagem ao Rei Jorge III. Outras ruas importantes eram a Queens Street, em homenagem a rainha consorte Carlota de Mecklemburgo-Strelitz, e a St. Giles Street em homenagem ao patrono da cidade Santo Egídio. Porém, o nome  St. Giles Street foi rejeitado pelo rei, pois Santo Egídio é o padroeiro dos leprosos também e o nome da rua foi mudado para Princes Street. 
A St. George's Square foi rebatizada de Charlotte Square em homenagem a rainha e para evitar a confusão com a George Square na Cidade Velha. 

## Mansões

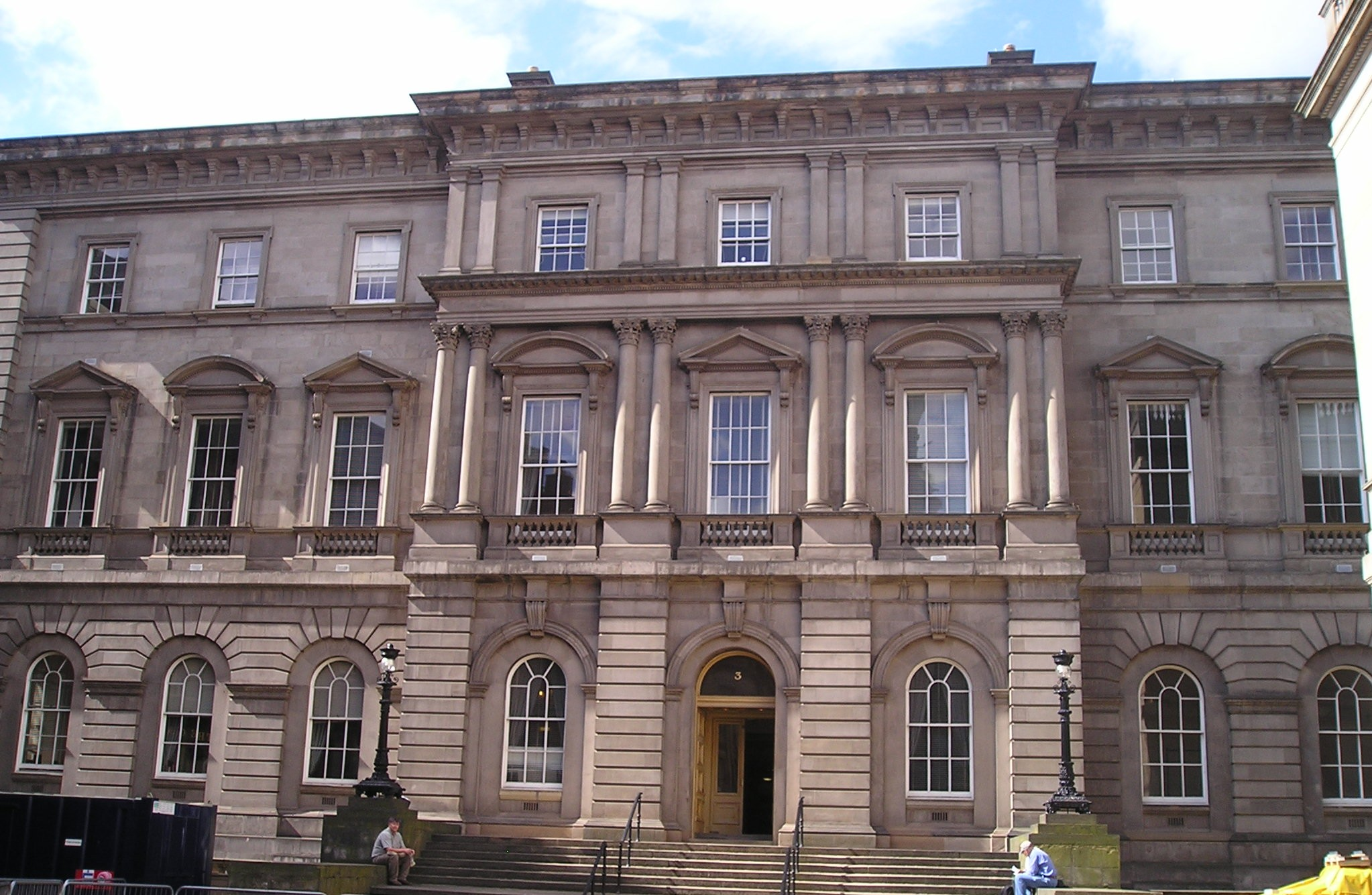
New Register House.

Craig propôs duas grandes igrejas na George Street, no entanto, Sir Lawrence Dundas já era o proprietário deste espaço. Ele decidiu construir sua própria residência no local e encomendou um desenho a Sir William Chambers. O projeto foi concluído em 1774 e hoje é a sede do Royal Bank of Scotland. 

## Cultura
A Cidade Nova é o lar da Galeria Nacional da Escócia, da Academia Real Escocesa e da Galeria da Escócia. Outros edifícios notáveis incluem o Hotel Balmoral e o Monumento da Escócia. 